# Trolleholm slot
Trolleholm (før 1755 dansk: Eriksholm borg) er et slot, som ligger i Torrlösa sogn, i det tidligere Onsjö herred, Skåne, Sverige.
Det danske rigsråd Tage Ottesen Thott opførte borgen i 1538, som, mod afslutningen af den Skånske Krig, blev brændt ned af danskerne i 1678.
I 1680 blev godset købt af det danske rigsråd, Niels Trolles enke, Helle Rosenkrantz. Hendes sønnesønner solgte det i 1727 til fætteren, Fredrik Trolle, som i 1755 ændrede slottets navn til Trolleholm.
Slottet blev gennemgribende restaureret og ombygget under ledelse af de danske arkitekter Ferdinand Meldahl og Albert Jensen i årene 1886-1889.

## Historie
Stedet hvor slottet ligger, som i middelalderen hed Kattis Nabbe eller Kattsnave, var bebygget med to gårde. Oplysninger om, hvem der ejede jorden før 1400, er sparsomme. I 1424 bliver væbneren Erik Nielsen, kaldet "Ericus de Katisnabba", sædegård omtalt. Navnet "Katis Nabba" tyder på at Erik Nielsen boede i et solidt hus på en odde, ("kat" ~ forsvarsvold, "nabbe" ~ odde). I 1471 nævnes en vis Mogens Svensen som ejer. Jorden kom med tiden i Herrevad Klosters eje.

### Tage Ottesen Thott til Næs
Slottets historie går tilbage til 1500-tallet. Da Tage Ottesen Thott i 1533 kom i besiddelse af Kattis Nabbe, i en byttehandel med abbedden på Herrevad Kloster, opførte han i 1538 borgen Eriksholm på nogle mindre øer kaldet Trolleholmene. Borgen navngavs efter Tage Thotts ældre bror, der døde 1533. Eriksholm, der var tre etager høj, havde fire længer omkring en gårdsplads med tårne i det sydvestlige og nordøstlige hjørne. Under tagudhænget var indrettet skytteværn med skydeskår. Borgen var omgivet af en voldgrav med vindebro mod øst. På den anden side af voldgraven lå en trelænget avlsgård med den åbne side mod broen hvotigennem adgang borgen foregik.
Tage Ottesen Thott var både rigsråd, ridder og høvedsmand på Landskrone og Båhus. Slægten ejede Eriksholm i ca. 150 år. Ved Tage Thotts død i 1562 arvede sønnen Otte Tagesen Thott borgen. Otto Thott var gift med Tycho Brahes søster, Sophie Ottesdatter Brahe fra Knudstrup borg. Efter hans død (1588) på Eriksholm overtog hans enke, kun 28 år gammel, godset

### Sophie Ottesdatter Brahe
Sophie Ottesdatter Brahe var interesseret i videnskab, astronomi og medicin og var tit på Hven hos Tycho Brahe, hvor hun blev forelsket i og forlovet med den unge adelsmand og eventyrer Erik Lange. Efter forlovelsen rejste Erik til udlandet for at undgå sine kreditorer. Sophie tog tilbage til Eriksholm for at tage sig af sønnen, studerede og gjorde alkymistiske eksperimenter. Hun skrev et berømt digt på latin, "Urania til Titan", på klingende heksametre om kærligheden til Erik Lange.
Da sønnen Tages uddannelse var færdig og han tog på dannelsesrejse i udlandet, fulgte Sophie efter og fandt Erik Lange ludfattig i Hamburg. Ved hjemkomsten til Danmark blev han arresteret og kom i gældsfængsel. Sofie købte ham fri og i 1602, og da hun var 46 fejrede de bryllup. På grund af Erik Langes dårlige forretninger blev hun stadig mere forgældet. Familien tilgav hende aldrig og båndlagde hendes ejendomme. Da hendes søn Tage senere overtog alle sin fars ejendomme, hjalp han moren. Erik Lange rejste igen til udlandet, og forsvandt ud af hendes liv. Han døde helt tomhændet i Prag 1613. Sophie blev boende på Eriksholm og viede sit liv til slægtsforskning. Hendes bog om slægtsforskning findes på Lunds Universitetsbibliotek.

### Kongen af Skåne og afbrændingen af Eriksholm
Hendes eneste søn, rigsråd Tage Ottesen Thott til Eriksholm, fik tilnavnet "Skånes konge", og var en af de mest fremtrædende mænd i Skåne. Han havde fire ægteskaber bag sig, da han kun et par dage før freden i Roskilde døde i 1658. Han slap således for at opleve forfølgelsen, som gik hårdt ud over skånske adelsmænd.
Ved hans død tilfaldt godset hans kun otte-årige sønnesøn Tage Ottesen Thott. Under den Skånske Krig 1675-79 blev borgen besat af en svensk garnison og afbrændt af danskerne i 1678. Tage Ottesen Thott var indkaldt til København. På grund af hans ophold i København og, som svenskerne så det, samarbejde med kong Christian V, blev han dømt til døden in absentia af de svenske myndigheder. I 1677 blev han henrettet i Malmø, in effigie (en dukke, der skulle symbolisere ham, blev henrettet) sammen med en dukke af hans halvbror Knud Holger Thott. Dommen erklæredes senere for ugyldig, men Tage Thott turde ikke vende tilbage til godset og solgte det til Helle Rosenkrantz, enke efter rigsråd og statholder af Norge admiral Niels Trolle til Trolholm på Sjælland.